# برنار اینو
برنار اینو (فرانسوی: Bernard Hinault‎؛ زادهٔ ۱۴ نوامبر ۱۹۵۴) یک دوچرخه‌سوار بازنشستهٔ اهل فرانسه است که پنج بار برندهٔ تور دو فرانس شده‌است.
او یکی از شش دوچرخه‌سواری است که برندهٔ هر سه گرندتور شده‌است و به همراه آلبرتو کونتادور تنها دوچرخه‌سواری است که در هر گرندتور، بیش از یک بار قهرمان شده‌است. او پنج بار برندهٔ تور دو فرانس و دو بار در آن دوم شد. هم‌چنین در ۲۸ مرحله به پیروزی رسید که ۱۳ مرحلهٔ آن، تایم تریل انفرادی بود. اکنون اینو آخرین فرانسوی برندهٔ تور دو فرانس است.

## فعالیت حرفه‌ای

### ۱۹۷۵–۱۹۷۷: ژیتان
اینو دوچرخه‌سواری حرفه‌ای را در سال ۱۹۷۴ آغاز کرد و پس از انتصاب سیریل گیمار (دوست اینو) به مقام مدیر ورزشی تیم ژیتان، به آن تیم پیوست. در سال ۱۹۷۷ در مسابقهٔ کریتریوم دوفینه شرکت کرد و استعداد خود را با غلبه بر بسیاری از مدعیان تور نشان داد.

### ۱۹۷۸–۱۹۸۳: رنو
در سال ۱۹۷۸، برندهٔ ووئلتا و مسابقات ملی فرانسه شد. هم‌چنین در ۱۹۷۸ و ۱۹۷۹ برندهٔ تور دو فرانس شد.
در آغاز فصل ۱۹۸۰، هدف اینو و گیمار برنده شدن در هر سه مسابقهٔ مهم (شامل تور، جیرو و قهرمانی جاده جهان) بود. اینو در جیرو به پیروزی رسید. به دلیل مصدومیت زانو از تور انصراف داد؛ ولی در مسابقات قهرمانی جاده جهان قهرمان شد. در سال‌های ۱۹۸۱ و ۱۹۸۲ دوباره در تور برنده شد؛ ولی تور ۱۹۸۳ را به دلیل مشکل زانو از دست داد. در آن مسابقه، هم‌تیمی او، لوران فینیون به قهرمانی رسید.

### ۱۹۸۴–۱۹۸۶: لا وی کلر
در تور ۱۹۸۴ اینو با فاصلهٔ بیش از ۱۰ دقیقه نسبت به فینیون دوم شد. اینو به دلیل اختلاف نظر، از گیمار جدا شد و زیر نظر پل کوچلی، مربی سوئیسی، در تیم لا وی کلر قرار گرفت. اینو به کمک کوچلی به قهرمانی تور ۱۹۸۵ رسید. در آن مسابقات، گرگ لوموند که رکابزن خادم بود، توسط تیم تحت فشار بود که به جای تلاش برای پیروزی خود، به قهرمانی اینو کمک کند. در تور ۱۹۸۶، اینو ظاهراً برای پیروزی لوموند تلاش کرد. او به صورت تهاجمی رقابت می‌کرد و ادعا کرد که هدفش تضعیف روحیهٔ رقیبان است. در آلپ دوئز، اینو فرار زودهنگامی را آغاز کرد و فاصلهٔ زیادی ایجاد کرد. لوموند در سرپایینی او را تعقیب کرد و پیراهن طلایی را از هم‌تیمی خود گرفت.

## بازنشستگی
پس از بازنشستگی در ۱۹۸۶، اینو به کشاورزی در برتانی بازگشت و در سازماندهی تور دو فرانس فعالیت کرد. او در پایان مراحل به برندگان مرحله و دارندگان پیراهن خوشامد می‌گفت. در سال ۲۰۰۸ او به دوچرخه‌سواری بازگشت. در ژوئیهٔ ۲۰۱۴ اعلام شد که اینو و لوموند در فیلم مستندی به کارگردانی جان دوور حضور خواهند داشت. این فیلم برای نخستین بار در ۲۲ ژوئیهٔ ۲۰۱۴ از ای‌اس‌پی‌ان پخش شد.

## دستاوردها

### نتایج در رده‌بندی اصلی گرندتورها
منبع:
| گرند تور       | ۱۹۷۸ | ۱۹۷۹ | ۱۹۸۰   | ۱۹۸۱ | ۱۹۸۲ | ۱۹۸۳ | ۱۹۸۴ | ۱۹۸۵ | ۱۹۸۶ |
| -------------- | ---- | ---- | ------ | ---- | ---- | ---- | ---- | ---- | ---- |
| ووئلتا اسپانیا | ۱    | —    | —      | —    | —    | ۱    | —    | —    | —    |
| جیرو دیتالیا   | —    | —    | ۱      | —    | ۱    | —    | —    | ۱    | —    |
| تور دو فرانس   | ۱    | ۱    | ناتمام | ۱    | ۱    | —    | ۲    | ۱    | ۲    |

| —      | حضور نداشت      |
| ناتمام | به پایان نرساند |